# Роза 'Аджимушкай'
Ро́за 'Аджимушкай' — сорт роз класса Гибриды розы Кордеса.

## Происхождение
Селекционер: Клименко З. К. — сотрудник Никитского ботанического сада, заведующая лабораторией цветоводства НБС-ННЦ, доктор биологических наук, заслуженный деятель науки и техники Республики Крым.
Сорт назван в память подвига советских солдат оборонявших Аджимушкайские каменоломни со второй половины мая до конца октября 1942 года против немецких войск.

## Биологическое описание
Куст сильный, высотой до 2 метров.
Листья тёмно-зелёные, крупные, глянцевые.
Цветки кроваво-красные бархатистые, с белым глазком в центре и розово-красной обратной стороной лепестков, чашевидные, крупные (до 10,5 см в диаметре), махровые (до 21 лепестка), со слабым, приятным ароматом шиповника. Лепестки  плотные, прочные.
Рекомендуется для вертикального озеленения.

## В культуре
Информация о зонах морозостойкости отсутствует.